# Henk Keemink
Hendrik (Henk) Keemink (Den Haag, 16 december 1902 – aldaar, 7 juni 1985) was een Nederlandse atleet, die zich had toegelegd op het snelwandelen. Hij nam deel aan de Olympische Spelen van 1924 in Parijs.

## Loopbaan
Keemink, die lid was van de Haagse atletiekvereniging Vlug & Lenig, veroverde in de jaren twintig van de 20e eeuw een drietal Nederlandse kampioenschappen op onderdelen van het snelwandelen die tegenwoordig niet meer gangbaar zijn, zoals de 1500 m, de 3500 m en de 10 km. Ook vestigde hij op dergelijke nummers tweemaal een Nederlands record, zoals op de 3000 m in 13.57,2 en op de 10 km in 48.35,4, beide gevestigd in 1924.
In 1924 maakte Henk Keemink deel uit van de twintigkoppige Nederlandse delegatie naar de Spelen in Parijs. Hij kwam uit op de 10 km snelwandelen, waarop hij zich in de kwalificatieronde niet wist te plaatsen voor de finale. Sommige bronnen klasseren hem in de eerste serie als zesde dan wel als "non classés", andere bronnen spreken daarentegen van diskwalificatie.
Keemink was van beroep vertegenwoordiger.

## Nederlandse kampioenschappen
| Onderdeel           | Jaar |
| ------------------- | ---- |
| 1500 m snelwandelen | 1927 |
| 3500 m snelwandelen | 1924 |
| 10 km snelwandelen  | 1924 |